# باشگاه فوتبال سپاهان نوین
باشگاه فرهنگی ورزشی فولاد مبارکه سپاهان نوین اصفهان یک باشگاه ورزشی ایرانی در شهر اصفهان می‌باشد،دفتر این باشگاه در خیابان آتشگاه شهر اصفهان و در نزدیکی منارجنبان قرار دارد. این باشگاه در رشته‌های مختلف همچون فوتسال،فوتبال،هندبال،شنا و... به صورت حرفه‌ای و آکادمیک فعالیت می‌کند، تیم‌های فوتبال این باشگاه به عنوان تیم دوم فولاد مبارکه سپاهان شناخته شده و مشهور هستند و تیم فوتبال رده بزرگسالان این باشگاه هم‌اکنون در لیگ دسته دوم فوتبال ایران حضور دارد.

## پیشینه
تیم فوتبال سپاهان نوین اصفهان در سال ۱۳۸۳ تأسیس شد.
این تیم در سال اول تشکیل در مسابقات مناطق به عنوان قهرمانی دست یافت و به لیگ دسته سوم صعود کرد.
در سال ۱۳۸۴ در لیگ دسته سوم قهرمان شد و به مسابقات لیگ دسته دوم صعود کرد.
در سال ۱۳۸۵ با قهرمانی در لیگ دسته دوم به لیگ آزادگان صعود کرد و در سال اول حضور خود در این لیگ، در فصل ۸۷-۱۳۸۶ در گروه (ب) به عنوان دومی دست یافت و به پلی‌آف صعود کرد که با برد ۲-۱ در مجموع دو بازی رفت و برگشت مقابل استیل آذین، به لیگ برتر صعود کرد.
اما بر اساس قانون سازمان تربیت بدنی مبنی بر عدم تمرکز تیم‌ها در استان‌ها و اینکه استان‌های بدون تیم لیگ برتری را صاحب تیم کند و همچنین بر طبق قوانین منع حضور بیش از یک تیم با یک مالک در لیگ، مانع حضور تیم سپاهان نوین اصفهان در لیگ برتر شد و امتیاز این تیم به تیم فولاد خوزستان واگذار شد و به‌جای این تیم در مسابقات لیگ برتر شرکت کرد.
در سال ۱۳۸۹، امتیاز تیم دسته اولی سپاهان نوین به فولاد نطنز منتقل شد. فولاد نطنز نیز پس از تنها یک فصل حضور در لیگ آزادگان و سقوط به لیگ دسته دوم، در سال ۱۳۹۰ منحل شد. سپاهان نوین پس از فروش امتیاز خود به فولاد در سال ۱۳۸۹، با خرید امتیاز شهرداری نوشهر در لیگ دسته سوم حضور پیدا کرد و پس از سه فصل حضور در این لیگ، در سال ۱۳۹۱ به لیگ استانی سقوط کرد و منحل شد.
سپاهان نوین در سال ۱۳۹۷ مجدداً بازگشایی شد و در لیگ دسته سوم فوتبال ایران حضور یافت.

## مربیان برجسته
- حسین چرخابی
- امرالله سلطانی

## بازیکنان مشهور
- حسین پاپی
- رسول نویدکیا
- مهدی جعفرپور
- مصطفی شجاعی
- مهدی شریفی
- کبیر پرنس بلو
- امیر نصر آزادانی
- جلال الدین علی محمدی
- مهدی نصیری
- وفا هخامنشی
- شهریار شیروند
- علی‌ احمدی
- پدرام جهان فتحی
- لئون استپانیان
- اسماعیل کریمیان
- محمد روشندل
- امین جهان عالیان
- امیر سامان رنجبر